# Стецун, Иосиф Кузьмич
Ио́сиф Кузьми́ч Стецу́н (1892—1943) — советский военный деятель, полковник (1942), командир 4-й гвардейской стрелковой Краснознамённой дивизии.

## Биография
Родился 20 октября 1892 года в деревне Хилин Холмского уезда Люблинской губернии в крестьянской семье.
Окончил 5 классов Холмской мужской гимназии и учился на сельскохозяйственном факультете Средне-Азиатского государственного университета[уточнить] в Ташкенте, окончив три курса.
В 1909—1910 годах был чернорабочим Холмского завода Шпангерта, в 1910—1911 годах — чернорабочий лесопильного завода. В 1911—1913 годах — чернорабочий, помощник слесаря службы пути Ташкентской железной дороги и в Главных железнодорожных мастерских Ташкента.
В октябре 1913 года Стецун был призван на военную службу и зачислен в 15-й гусарский Украинский полк в городе Влоцлавск Варшавской губернии. В 1914 году после полковой учебной команды продолжил службу ефрейтором, затем младшим и старшим унтер-офицером в 15-м гусарском и 119-м пехотном Коломенском полках. Участник Первой мировой войны, воевал на Западном фронте.
В период Октябрьской революции находился во 2-м Сибирском запасном полку в Ташкенте. В это же время вступил в Красную гвардию и командовал ротой в Красногвардейском полку Ташкента. Участник Гражданской войны в России. Член ВКП(б)/КПСС с 1918 года. С июня 1919 года И. К. Стецун, будучи командиром роты Коммунистического полка, воевал на Актюбинском фронте. С июля этого же года исполнял должность оперативного сотрудника штаба фронта, с сентября — уполномоченного Реввоенсовета Семиреченского фронта, а с октября — командира 1-го Семиреченского пехотного полка. С января 1920 года проходил службу оперативным сотрудником в штабе РВС Туркестанского фронта, с марта — начальником разведывательного отделения штаба 3-й Туркестанской стрелковой дивизии Семиреченского фронта, с июля — командиром боевого участка отряда по подавлению Верненского мятежа, затем — начальником разведывательного отдела штаба 3-й Туркестанской стрелковой дивизии. С февраля 1922 года служил младшим инспектором Инспекции кавалерии Туркестанского фронта и комиссаром Управления коневодства.
В апреле 1924 года И. К. Стецун был назначен начальником Ташкентского военно-конного завода. С мая по ноябрь 1928 года проходил подготовку на кавалерийских курсах РККА в городе Новочеркасске. Затем вступил в должность начальника Управления коневодства Средней Азии и директора научно-исследовательского института коневодства и муловодства в Ташкенте. С июня 1933 года он исполнял должность начальника коневодства Узбекской ССР. В августе 1937 года был уволен в запас РККА. 10 июня 1938 года Иосиф Стецун был арестован органами НКВД и до 4 ноября 1939 года находился под следствием, затем освобождён за прекращением дела.

### Великая Отечественная война
С началом Великой Отечественной войны И. К. Стецун был призван в Красную армию и назначен 15 октября 1941 года помощником командира по материальному обеспечению 1-го запасного кавалерийского полка. 28 ноября был переведен начальником военно-хозяйственного снабжения 100-й кавалерийской дивизии, формировавшейся в Самарканде. С 8 декабря исполнял должность дивизионного интенданта 463-й стрелковой дивизии, которая 16 января 1942 года была переименована в 103-ю стрелковую. Позже в ней был назначен командиром 688-го стрелкового полка. В мае 1942 года подполковник Стецун стал исполняющим должность заместителя командира дивизии. 10 июня этого же года был назначен заместителем командира 333-й стрелковой дивизии, части которой в составе 9-й армии Южного фронта вели оборонительные бои на левом берегу реки Северский Донец. После 25 июня она была выведена в резерв Юго-Западного фронта. С 12 июля, в связи с ранением комдива Я. Д. Чанышева, полковник И. К. Стецун принял командование дивизией и участвовал с ней в Воронежско-Ворошиловградской оборонительной операции. 22 июля в районе города Серафимович он был контужен и эвакуирован в госпиталь. После выздоровления состоял в распоряжении Военного совета фронта, а с 21 января 1943 года был назначен заместителем командира 14-й гвардейской стрелковой дивизии, с которой в составе 3-й гвардейской армии участвовал в Ворошиловградской наступательной операции. С 23 мая по 12 июля 1943 года командовал 47-й запасной стрелковой бригадой, затем был откомандирован в распоряжение Военного совета Южного фронта. С 20 сентября он командовал 4-й гвардейской стрелковой Краснознамённой дивизией, которая в составе 5-й ударной армии участвовала в Донбасской и Мелитопольской наступательных операциях. С 20 октября по 24 ноября 1943 года дивизия участвовала в Днепропетровской наступательной операции, в ходе которой гвардии полковник И. К. Стецун был ранен и умер 1 декабря 1943 года.
Был похоронен на северной окраине села Корнеевка Весёловского района Запорожской области.

## Награды
- Награждён орденами Отечественной войны 1-й степени и Трудового Красного Знамени Узбекской ССР (5 ноября 1931 года за успехи в работе), а также медалью «За оборону Сталинграда».